# Halmopota chinensis
Halmopota chinensis är en tvåvingeart som beskrevs av Nina Krivosheina 1989. Halmopota chinensis ingår i släktet Halmopota och familjen vattenflugor. Inga underarter finns listade i Catalogue of Life.